# 贾市庄镇
贾市庄镇，是中华人民共和国河北省石家庄市藁城区下辖的一个乡镇级行政单位。

## 行政区划
贾市庄镇下辖以下地区：
贾市庄村、贾庄村、马邱村、张名甫村、南古庄村、刘海庄村、卞家寨村、贯庄村、耿家庄村和落生村。